# Rédl Rezső
Rédl Rezső (Nagygyónpuszta – Balinka, 1895. február 11. – Veszprém, 1942. december 8.) piarista tanár, botanikus.

## Életpályája
A balinkai Nagygyónpusztán született 1895. február 11-én. A budapesti tudományegyetemen szerzett természet-földrajz szakos tanári oklevelet. Budapesten, Veszprémben, Kecskeméten, majd újra Budapesten, 1926-tól – doktorrá avatása évétől – pedig ismét Veszprémben tanított.

## Munkássága
A Bakony flóráját kutatta és dolgozta fel növényföldrajzi vonatkozásokat is érintve.

## Főbb munkái
- A Bakonyhegység és környékének flórája (Veszprém, 1942)